# Speyerbrunner Woog

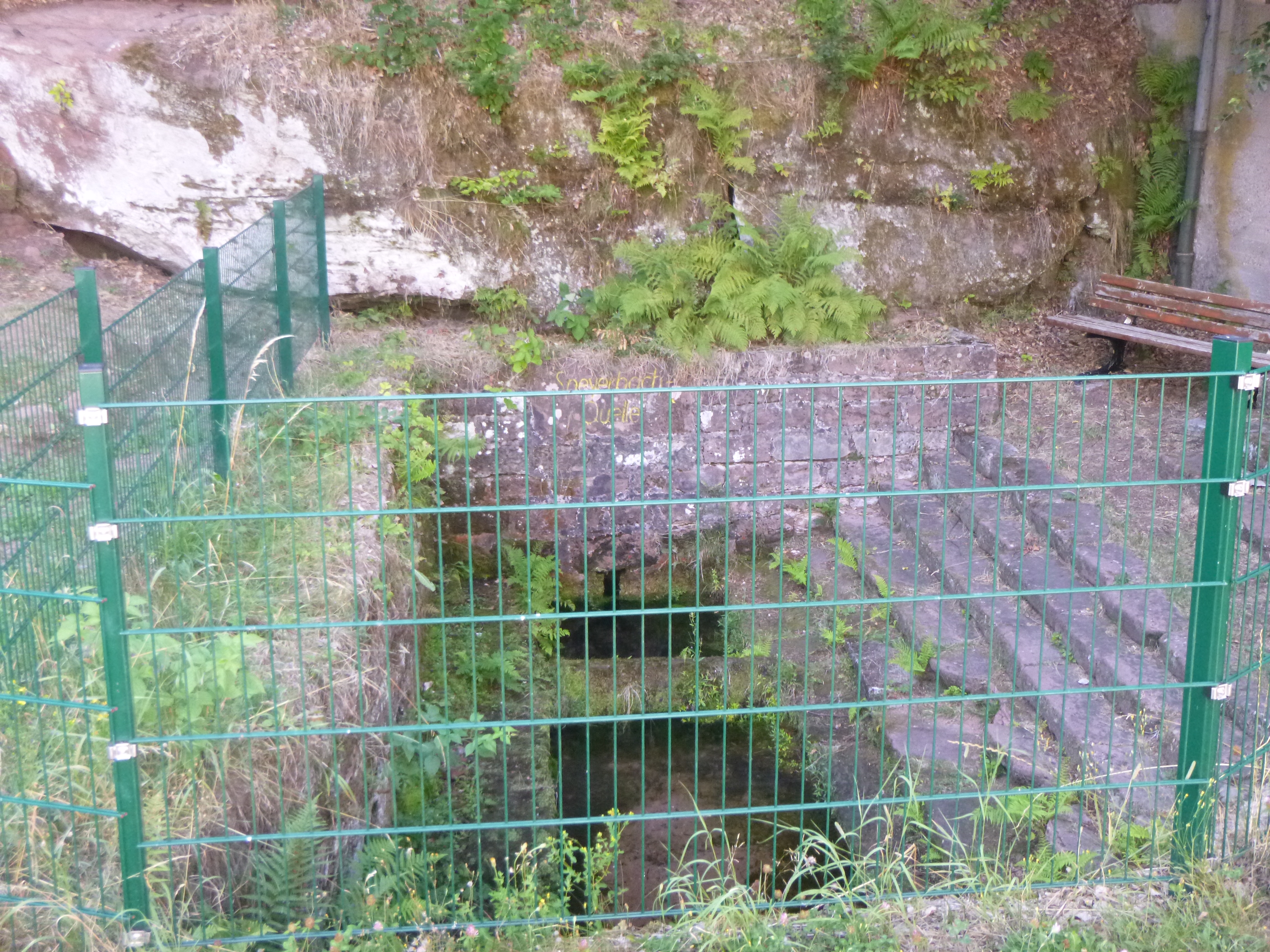
Angebliche Speyerbach-Quelle unweit des Speyerbrunner Woogs

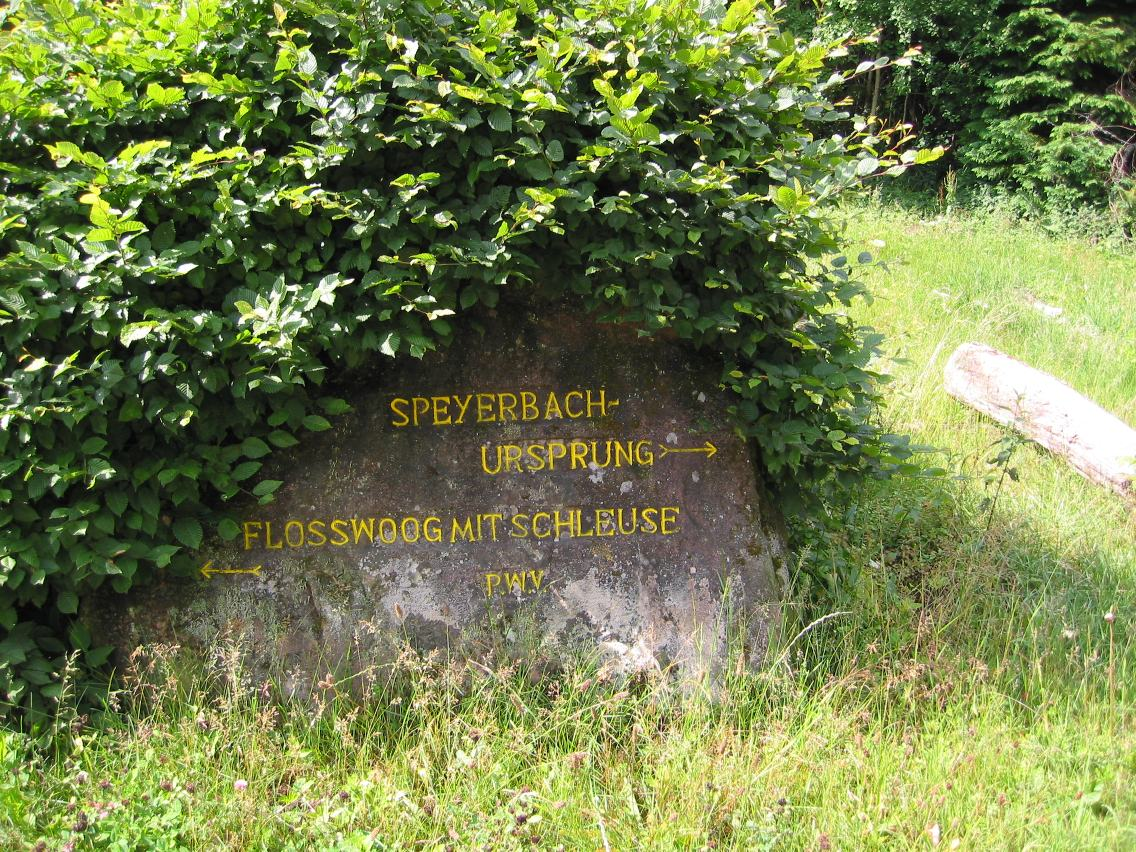
Ritterstein 254 zwischen Speyerbrunner Woog und vermeintlicher Speyerbach-Quelle

Der Speyerbrunner Woog, in älterer Literatur auch Floßwoog, im Zentrum des Pfälzerwalds (Rheinland-Pfalz) ist ein kleiner Stausee des gut 5 km langen Erlenbachs. Dieser ist der Hauptquellfluss des Speyerbachs, der an seinem Unterlauf in der Oberrheinischen Tiefebene zum stärksten Fließgewässer der Vorderpfalz wird und in Speyer von links in den Rhein mündet. Der Woog steht als Kultur- und Naturdenkmal unter Schutz.

## Geographie
Der Woog, wie solche kleinen Stauseen in Südwestdeutschland genannt werden, liegt auf 294 m Höhe am Südrand von Speyerbrunn, einem Ortsteil der Ortsgemeinde Elmstein im pfälzischen Landkreis Bad Dürkheim. Der Erlenbach ergießt sein Wasser zum Teil in den Woog an dessen oberem Ende, ein anderer Teil wird in einem Graben rechts am Woog vorbeigeleitet. Am unteren Ende vereint sich das Wasser wieder, und von hier abwärts wird für den Bachlauf der Name Speyerbach allgemein verwendet.
Links des Woogs kommt vom Weiler Erlenbach die Kreisstraße 40 das Erlenbachtal herab und mündet wenige Meter unterhalb des Woogs in die Landesstraße 499.

## Geschichte
Der Speyerbrunner Woog war unter seinem beziehungsreicheren Namen „Floßwoog“ Bestandteil des Systems der Holztrift an pfälzischen Bachläufen. Am Erlenbach bestand es aus zwei Komponenten. Da der Bach in seinem Quellbereich noch nicht sehr wasserreich ist, ging die Triftung in Etappen vor sich: Im Augustenwoog, 3 km oberhalb des Speyerbrunner Woogs, wurde das Wasser gestaut, damit in den Rückhalteraum, der auch Klause genannt wird, Scheitholz und Hölzer bis etwa 1 m Länge eingebracht werden konnten. Wenn der Woog genügend Stauwasser enthielt und die Holzmenge ausreichte, wurde das Triftwehr geöffnet und der Holztransport zu Tal geschickt. Das relativ starke Sohlgefälle des Erlenbachs unterstützte bis zum Talausgang bei Speyerbrunn die Wasserkraft. Dort wurde das Holz zunächst durch den Graben rechts am Speyerbrunner Woog vorbeigeleitet. Nach der Passage wurde am Unterende ebenfalls das Wehr geöffnet und mit der dort austretenden größeren Wassermenge der Holztransport trotz der Abnahme des Gefälles im Elmsteiner Tal beschleunigt. Auf diese Weise ließ sich auch die Gefahr von Staubildung verringern.
Heute wird der Husarenbrunnen des Erlenbachs als hydrologische Speyerbachquelle angesehen. Abweichend von dieser Meinung hatten Führungsmitglieder des Pfälzerwald-Vereins Anfang des 20. Jahrhunderts den Speyerbach-Ursprung an den Südrand von Speyerbrunn gelegt. Eine dort auf 297 m Höhe zutage tretende schwache Hangquelle (⊙) samt ihrem wenige Meter kurzen Bächlein hatten sie zur „Speyerbachquelle“ erklärt und den Mündungsweiher, eben den Speyerbrunner Woog, zum „Quellteich“. Nebenan wurde der Ritterstein 254 aufgestellt, der mit einer entsprechenden Inschrift versehen wurde.
Diese Lokalisierung der Speyerbachquelle, die vor allem in der älteren Literatur verbreitet ist, geht offenbar auf den Siedlungsnamen Speyerbrunn zurück, der 1754 bei der Gründung gewählt worden war.

## Anlage
Angelegt wurde der Speyerbrunner Woog 1823 oder 1834; für das Baujahr existieren zwei unterschiedliche Quellen. Zentrum des Staudamms ist ein nahezu vollständiges Absperr- und Auslaufbauwerk, das aus massiven Sandsteinquadern zusammengefügt ist. Noch vorhanden ist die große Kurbel in der Mitte, die über ein vertikales Gewinde das Wehr zum Wasserstauen absenkt oder zur Wasserfreigabe anhebt. Derzeit ist das Wehr auf Dauer geschlossen, so dass der Woog unverändert gefüllt ist.
Seit die Triftepoche um das Jahr 1900 endete, wurde der Speyerbrunner Woog nicht mehr umfassend gepflegt. Die vorher freie Umgebung ist erheblich verbuscht, insbesondere der Wassergraben rechts des Woogs ist teilweise von Verlandung bedroht.